# 修拉格蘭德山

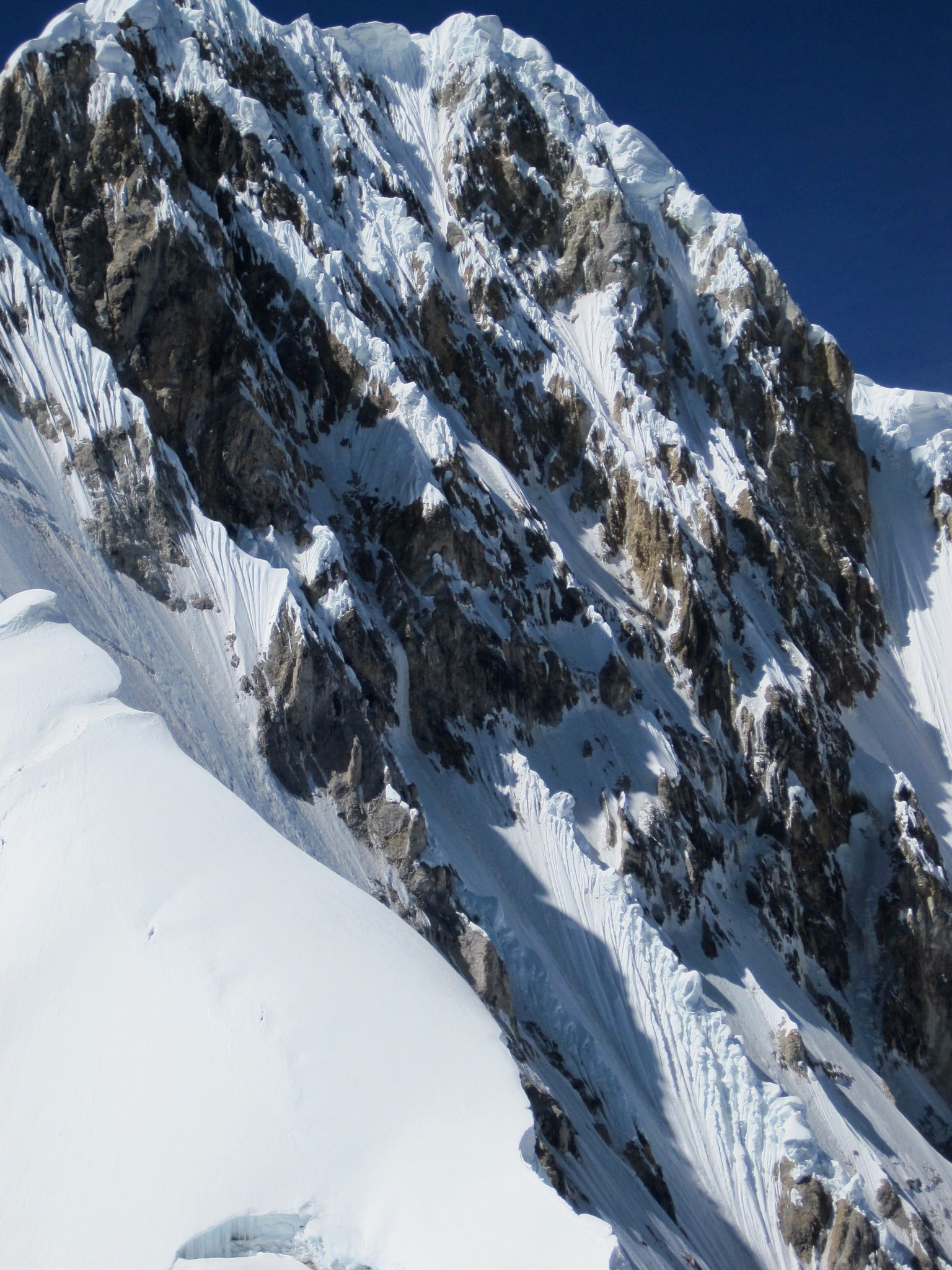

10°17′S 76°53′W / 10.283°S 76.883°W
修拉格蘭德山（西班牙語：Siula Grande），是秘魯的山峰，位於利馬大區和瓦努科大區之間，屬於安第斯山脈中瓦伊瓦什山脈的一部分，海拔高度6,344米，人類在1936年7月28日首次登頂。